# Gà cổ trụi

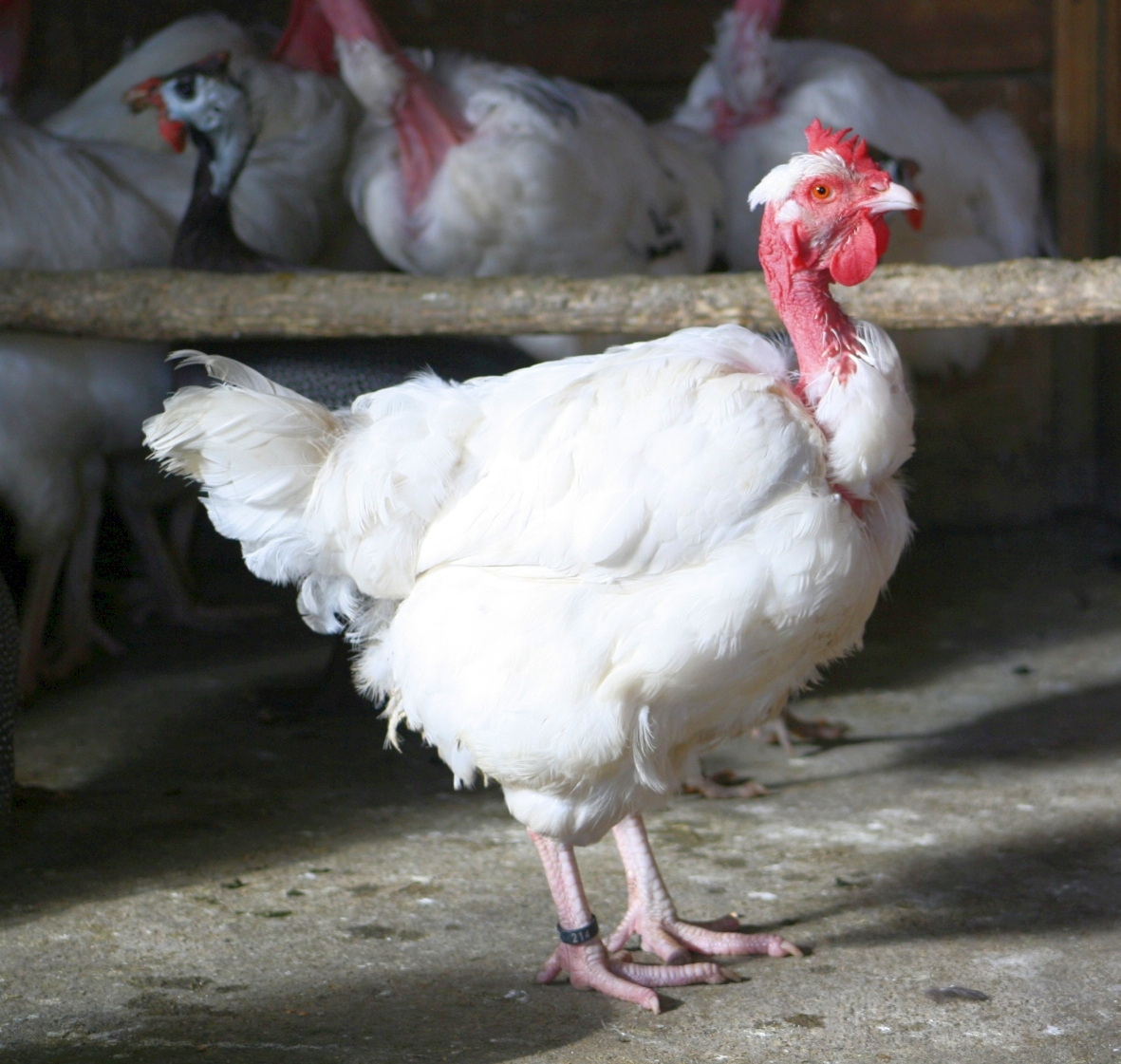
Gà cổ trụi ở Pháp

Gà cổ trụi hay gà cổ rắn hay còn gọi là gà Transylvania là một giống gà có nguồn gốc từ Hungary. Ngày nay gà cổ rắn khá phổ biến ở châu Âu, song tại châu Mỹ số lượng của chúng khá thấp. Chúng là một nòi gà sở hữu chiếc cổ dài và không có lông. Chiếc cổ dài và không lông, uốn éo như con rắn của gà cổ trụi là kết quả của một biến đổi gene ngẫu nhiên. Trước đây, người ta từng nhầm tưởng chúng là sản phẩm lai giữa gà thường và gà tây, ở châu Âu giống gà này thường nuôi làm kiểng, người ta còn đeo cả trang sức cho chúng.

## Đặc điểm
Trọng lượng cơ thể của giống gà này khi trưởng thành từ 3 đến 4 ký. Con trống thường lớn hơn con mái. Gà cổ trụi có khả năng chịu nhiệt tốt và đẻ nhiều trứng hơn so với các nòi gà khác. Tuổi thọ trung bình của giống gà này là 10 năm. Thức ăn của chúng khá đa dạng như như lúa, gạo, cám, ngũ cốc, rau hay các loại côn trùng. Đôi khi thả rông chúng cũng tự kiếm ăn được. Chúng còn được sử dụng làm gà chọi. Gà con khi đẻ ra đã không có lông ở cổ và nuôi khoảng bảy tháng là đẻ được, mỗi lần đẻ gần chục trứng.
Màu lông của gà cổ rắn khá đa dạng như đen, trắng, xám, nâu, vàng. Những con trong có mào cùng chòm lông mượt trên đỉnh đầu. Con gà mái không có mào và lông trên đầu mọc nhiều hơn gà trong, đôi khi trùm cả qua mắt. Chỉ riêng phần cổ hoàn toàn không có lông, còn lại từ cánh, ức, chân gà đều mọc nhiều lông đủ màu sắc để giữ nhiệt. Tiêu chuẩn của con gà cổ rắn đẹp là cổ dài từ 10 đến 15 cm, không có lông và đầu lúc nào cũng ngẩng cao, uốn éo lủng lẳng như rắn. Bộ lông phải dày, mượt và bung ra thường xuyên, bộ lông gà phải được giữ sạch, mượt mà. 

## Di truyền

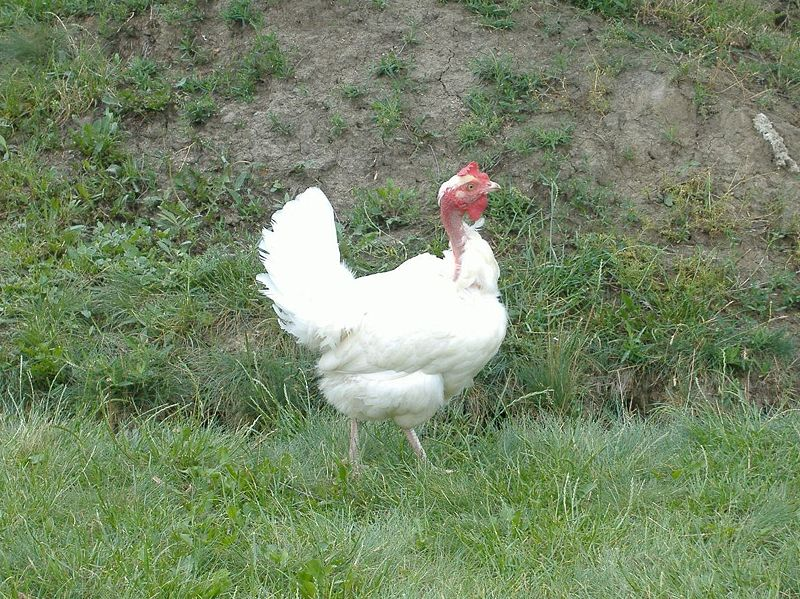
Gà cổ trụi

Chiếc cổ không lông là một tính trạng trội do một gene điều khiển và có thể được truyền sang nòi gà khác, song những con thừa hưởng tính trạng ấy là gà lai, chứ không phải gà cổ rắn đích thực. Người ta đã phân tích DNA của gà cổ rắn để tìm hiểu bản chất về chiếc cổ của chúng, tình trạng không lông trên cổ là kết quả của một đột biến gene ngẫu nhiên. Đột biến này khiến cơ thể gà sản xuất quá nhiều BMP12 là một loại phân tử ngăn chặn sự phát triển của lông. Nó xuất hiện lần đầu tiên ở gà nuôi tại miền bắc Romani từ vài trăm năm trước
Gà cổ rắn cũng không phải nòi gà duy nhất không có lông trên cổ, cổ của mọi loại gà đều có xu hướng mất lông. Nếu một đột biến gene làm tăng số lượng phân tử BMP12 trong da, cổ sẽ là bộ phận đầu tiên mất lông. Trong tự nhiên, đà điểu và cò không có lông ở cổ để chống nóng ở bộ phận này. Quá trình tiến hóa khiến các loài gia cầm mất lông một cách dễ dàng nếu chúng sống trong môi trường nóng và kích thước cơ thể của chúng lớn.
Người ta đã cho các phân tử BMP12 vào phôi gà thường trong phòng thí nghiệm, chúng cũng không có lông trên cổ khi chúng lớn, cổ là bộ phận nhạy cảm nhất đối với BMP12. Một axit có nguồn gốc từ da trên cổ gà cổ rắn. Axit này làm tăng khả năng hoạt động của BMP12, khiến lông không thể mọc. Phần lớn đột biến gene mang đến tác động xấu đối với động vật, song đột biến gene ở gà cổ rắn lại mang đến nhiều lợi ích cho chúng. Trên thực tế gà cổ rắn nổi tiếng khắp thế giới do chúng có khả năng chịu nhiệt tốt hơn, có trọng lượng cơ thể lớn hơn và đẻ nhiều trứng hơn so với các nòi gà khác. Những ưu thế này rất quan trọng đối với hoạt động chăn nuôi gà ở các nước có khí hậu nóng như Mexico.